# Foresta pluviale di Daintree

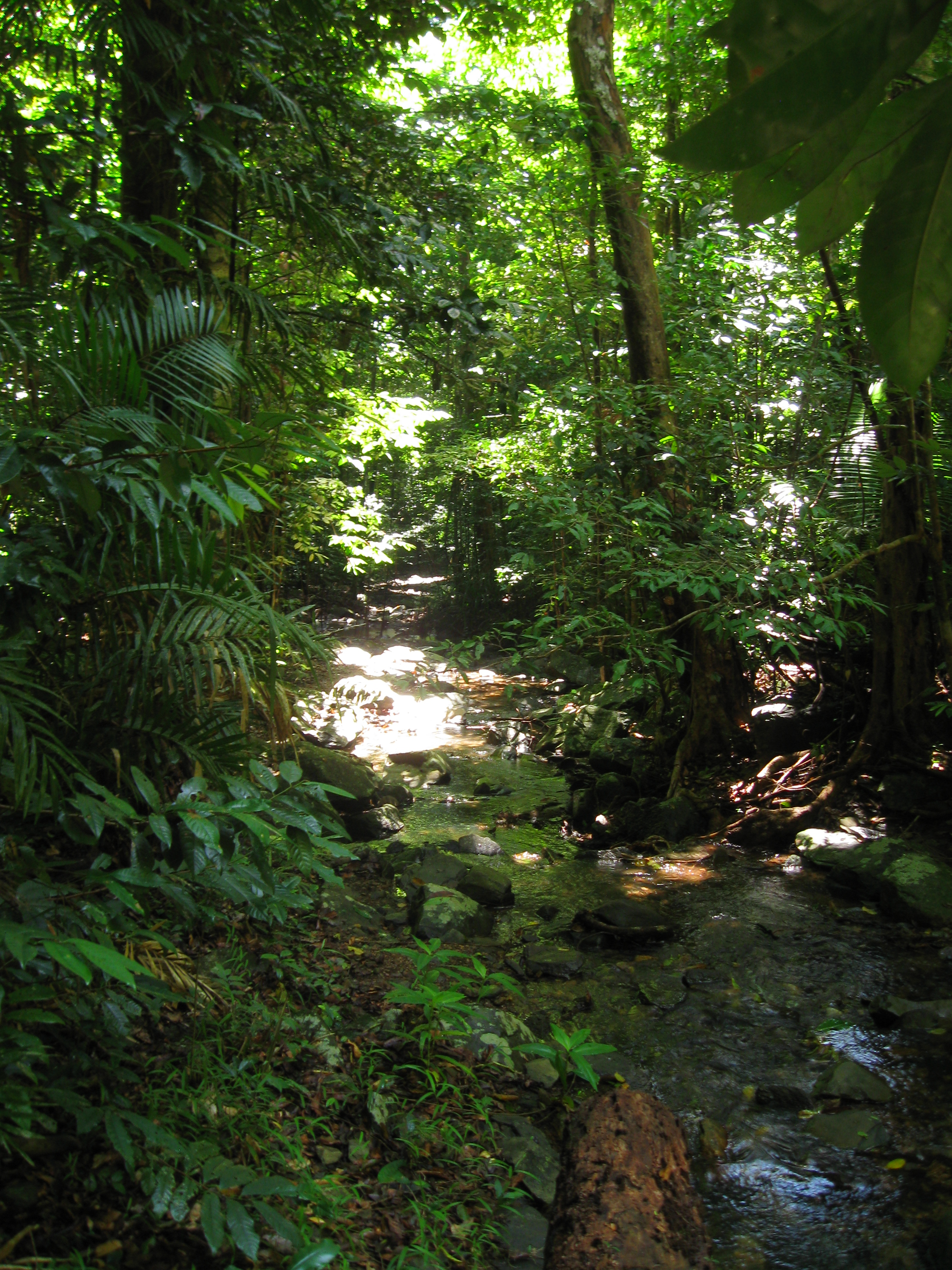
Foresta pluviale di Daintree

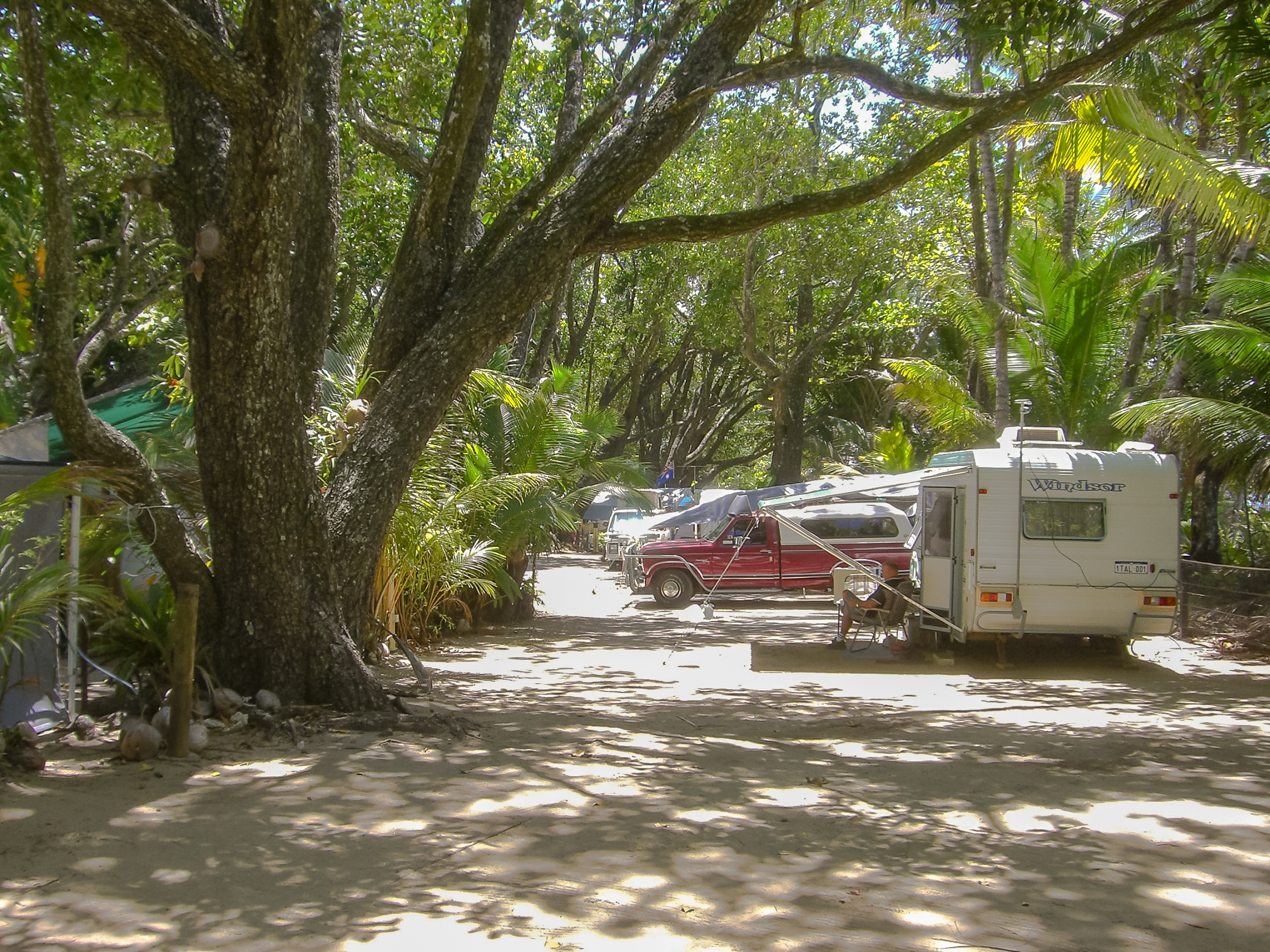
Campeggio nel parco nazionale di Daintree

La foresta pluviale di Daintree è una regione lungo la costa di nord-est del Queensland in Australia, a nord di  Mossman e Cairns grande 1200 km2,vecchia di 180 milioni di anni. La foresta fa parte della più grande foresta pluviale del continente australiano.
Gran parte della foresta fa parte dei Tropici del Queensland patrimonio dell'umanità, dell'UNESCO dal 2015